# 立田大橋

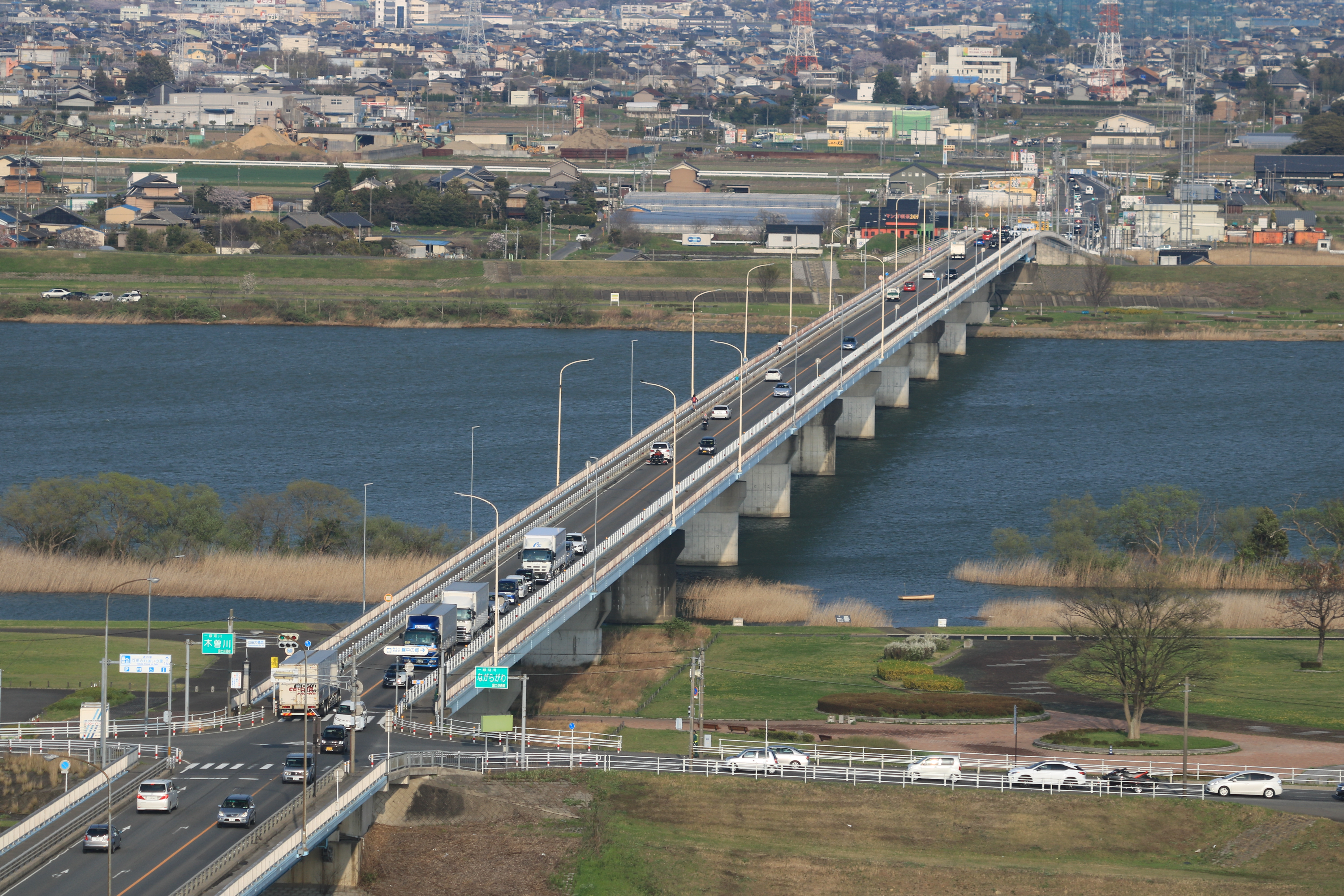
木曽三川公園センター展望タワーから望む木曽川に架かる立田大橋

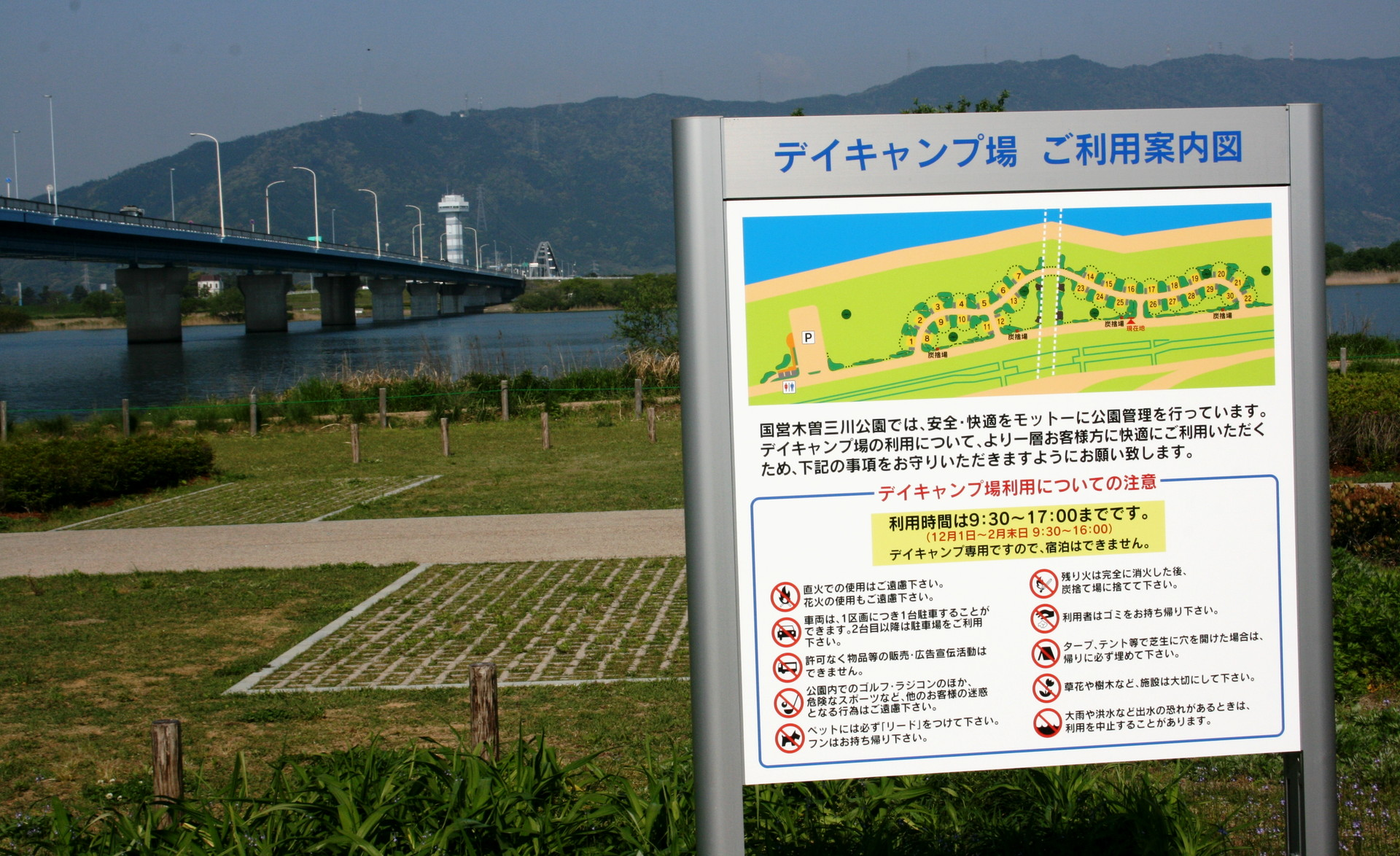
立田大橋と木曽川左岸にある国営木曽三川公園東海広場東エリアのデイキャンプ場

立田大橋（たつたおおはし）は、愛知県愛西市の木曽川に架かる愛知県道・岐阜県道・三重県道125号佐屋多度線の桁橋である。

## 概要
長良川の長良川大橋、揖斐川の油島大橋と合わせて、愛知県、岐阜県、三重県を結ぶ重要な橋である。愛知県、三重県方面から木曽三川公園（木曽三川公園センター）へのアクセス道路であり、休日などは混雑する。この地域は、愛知県と岐阜県の県境は長良川になる。そのため、木曽川の右岸左岸とも愛知県になるため、立田大橋は、両岸とも愛知県である木曽川の唯一の橋である。橋周辺の木曽川は汽水域となっていて干潮時には橋の下に砂浜の島が出現することがあり、ヤマトシジミの漁が行われている。橋の両側にある歩道からの釣りは禁止されている。木曽川長良川堤背割堤の道路（立田大橋西交差点の北から東海大橋までの区間）が、2010年（平成22年）10月1日より通行規制されている。

## 諸元
- 供用：1984年（昭和59年）10月
- 延長：966 m
- 幅員：12 m（片側一車線）
- 区間：愛知県愛西市立田町松田 - 福原
- その他：道路の両側に歩道が設けられていて、左岸の堤防道路へ歩行車と自転車は直接降りることができる。

## 周辺施設
立田大橋下の両側の河川敷には、木曽三川公園の「東海広場」が国によって整備され管理を行っている。1990年（平成2年）4月21日に右岸側（西側）が開園し、左岸側（東側）の「東エリア」は2009年（平成21年）4月29日に開園した。
右岸側には芝生広場、スポーツ広場、一万人広場、マラソンコース、バーベキュー広場が整備されており、520台の無料駐車場が併設されている。左岸側にはデイキャンプ場（カーサイト30）、多目的広場、パークゴルフ場が整備されている。
汽水域の川岸では、テナガエビ・ハゼ・セイゴなどの釣り人が訪れる。

## 関連画像
| 多度山から望む木曽三川の橋 手前から油島大橋 - 長良川大橋 - 立田大橋 | 干潮時に橋の北側に 現れる砂浜 | 橋の下周辺での ヤマトシジミ漁 |